# Lucky Letters
Lucky Letters was een Nederlandse quiz die van 1997 tot 2001 werd uitgezonden op RTL 4. De presentatie was in handen van Victor Reinier. Het programma kreeg in 2003 een vervolg op SBS6 met als presentator Pim Veth. Dit bleek geen succes en het werd snel weer van de buis afgehaald.

## Ontstaan
Lucky Letters begon in 1997 op de zondagavond op RTL 4. Toen eind 1997 bleek dat de kijkcijfers van de dagelijkse quiz Rad van Fortuin kelderden, werd Lucky Letters vanaf januari 1998 dagelijks uitgezonden en het Rad van Fortuin verbannen naar de zondagavond, oftewel Lucky Letters en Rad van Fortuin wisselden van plaats. Later dat jaar stopte Rad van Fortuin. Dit programma keerde echter in 2016 terug bij SBS6.
Lucky Letters was zeer succesvol als dagelijkse quiz en scoorde gemiddeld 900.000 kijkers per aflevering. Eind 2001 maakte Victor Reinier bekend dat hij na vier jaar wilde stoppen met Lucky Letters. Leo van der Goot, destijds programmadirecteur van RTL 4 gaf direct aan dat een opvolger voor Victor overbodig was. "Victor is onlosmakelijk verbonden met de quiz". De laatste uitzending op RTL 4 was op 28 december 2001.

## Het spel
De quiz bestond uit twee voorronden en een finale. Drie kandidaten konden door vragen te beantwoorden een bedrag bij elkaar krijgen. Degene met het hoogste bedrag speelde uiteindelijk de finale. Na de eerste ronde viel een van de kandidaten af, gevolgd door een tweede na ronde twee. De overgebleven kandidaat ging naar de finale.
Eerst moest de kandidaat een bedrag bepalen door op een knop te drukken. Bedragen varieerden van 25 tot 150 gulden in de 1ste ronde en 250 gulden in de 2de ronde. Bij iedere goed beantwoorde vraag werd dit bedrag op 'de rekening' van de kandidaat gestort. Werd een vraag fout beantwoord, dan was de volgende aan de beurt. Drukte een kandidaat echter ½, dan verloor deze de helft van zijn/haar geld en ging de beurt naar de volgende kandidaat.
Nadat een vraag goed was beantwoord verscheen er een letter op het beeldscherm. In de tweede ronde verdween na een fout antwoord de betreffende letter achter een groter rondje. Een categorie werd gegeven en na verloop van tijd verscheen er een woord. Wie dit woord dacht te weten, mocht het zeggen. Met het raden van het woord konden de kandidaten extra geld (3 keer het gedrukte bedrag.) verdienen.

## Finale
De kandidaat die naar de finale ging moest binnen een minuut zo veel mogelijk van de acht vragen goed beantwoorden. Hierbij kon hij/zij ook passen en dan werd de betreffende vraag opnieuw gesteld nadat alle vragen waren beantwoord. Voor elk goed antwoord verscheen een letter op het beeldscherm. Maximaal konden er acht letters op het scherm verschijnen. Hiermee moest samen met nog vier andere letters een woord van twaalf letters worden gevormd. Ook hierbij werd van tevoren een categorie gegeven en het was mogelijk om maximaal twee extra letters te 'kopen'. Als dit woord binnen 15 seconden werd geraden, won de kandidaat een bedrag dat bij het huidige (het eerder gewonnen) bedrag werd opgeteld. De kandidaat kreeg de mogelijkheid om terug te komen, om het bedrag te vergroten.

## Buitenlandse versies
Het spel heeft ook in Duitsland gelopen, op RTL II met als presentator Franklin.

## Trivia
- Vragen werden soms met behulp van het beeldscherm gesteld. Hier verscheen soms een zogenoemde 'paardensprong' (8 hokjes met letters die, door enkele 'sprongen' te nemen, een woord vormden) of een 'paspoort' van een bekend persoon. De kandidaten moesten raden bij wie dit 'paspoort' hoorde.
- Het programma werd opgenomen in een studio die gebruik maakte van Virtual reality.
- Er is een uitzending geweest waaraan kinderen meededen. De gestelde vragen waren hierbij gemakkelijker en de bedragen lagen lager. De winnaar kreeg een verzorgde reis naar Disneyland Parijs met het hele gezin.
- Van dit televisieprogramma zijn ook twee cd-rom-versies uitgegeven.